# Tanyethira duplicilinea
Tanyethira duplicilinea är en fjärilsart som beskrevs av George Francis Hampson 1893. Tanyethira duplicilinea ingår i släktet Tanyethira och familjen mott. Inga underarter finns listade i Catalogue of Life.